# Chancre bactérien du marronnier
Le chancre bactérien du marronnier, ou  dépérissement bactérien du marronnier, est une maladie émergente, probablement multifactorielle, présentant les caractères d'une épidémie. Elle décime localement les marronniers de plusieurs espèces (blancs, rouges..) dans certains parcs et jardins, alignements ou zones urbaines au centre de l’Europe de l’Ouest. Elle a connu une forte extension dans les années 2005- 2006.
Depuis 2006, on est quasi certain que la maladie est due à un ou plusieurs pathovars d'une bactérie normalement et largement présente dans l'environnement en zone tempérée ; Pseudomonas syringae.
Les souches habituelles de Pseudomonas syringae sont considérées comme utiles et nécessaires au cycle de l'azote et à l'équilibre de la microflore du sol. On les trouve normalement dans l'eau et le sol, et en épiphyte sur les feuilles et sur l'écorce sans qu'elles infectent les arbres de cette manière. 
Ce pathovar doit en outre pénétrer l'intérieur des cellules pour devenir pathogène.
Il se pourrait que l'épidémie ait démarré avec des infections opportunistes (comme c'est le cas chez l'Homme ou l'Animal pour d'autres espèces de Pseudomonas), touchant des arbres particulièrement stressés. Le bacille profiterait alors de plaies, de fissures dans les écorces et peut-être d'un stress racinaire avant d'inhiber les mécanismes naturels de défense de l'arbre pour le tuer en un an à quelques dizaines de mois. Les arbres les plus touchés sont ceux qui passent du stade de l'écorce lisse, qui caractérise les jeunes marronniers, à l'écorce écaillée des arbres adultes.
Les sources d'épidémie sont souvent situées dans les zones les plus touchées par la pollution industrielle, urbaine, automobile et agricole (nitrates, phosphates, pesticides), par la fragmentation écopaysagère, la pollution lumineuse, l'acidification de l'air ou des pluies et par une forte régression de la biodiversité sauvage et cultivée, y compris chez les arbres. On a aussi évoqué le sel de déneigement mais des arbres sont touchés sur des zones non salées.
Les fruitiers et les marronniers touchés par les chancres bactériens semblent venir systématiquement de pépinières (faible diversité génétique) et avoir pu souffrir de stress à la plantation, ce qui plaide pour une responsabilité au moins pour partie anthropique. Quelques cas atypiques (marronniers dans un parc privé isolé, mais après élagage et éclaircies) pourraient aussi être expliqués par une contamination par des outils non désinfectés (Pseudomonas résiste à de nombreux désinfectants et antibiotiques. Il se reproduit même dans certains désinfectants, et de nombreux bucherons et élagueurs ne désinfectent pas leurs outils d'un chantier à l'autre ou après avoir traité un arbre malade).
Une éventuelle coresponsabilité de la mineuse du marronnier est étudiée depuis 2006, mais celle-ci ne semble pas être en cause ou ne serait pas une cause première ni systématique (en attente des conclusions d'études en cours en 2006-2007).

## Historique
Le chancre bactérien du marronnier est une maladie émergente aux causes probablement multiples. 
On a d’abord cru qu’une succession d’hivers très doux, d’étés chauds et de printemps humides et d’autres facteurs (pollution, contamination par la taille, etc.) avaient favorisé les infections de marronniers par des champignons pathogène du complexe Phytophthora responsables de chancres observés depuis la fin des années 1990. Mais en 2005, alors que la Commission (anglaise) des forêts (Forestry commission) estimait que 35 000 à 50 000 arbres étaient malades et plusieurs milliers déjà morts, l’analyse d’échantillons de tissus attaqués (venant du sud de l'Angleterre) a systématiquement mis en évidence un complexe de bactéries  Pseudomonas syringae.  En 2005, Dans le Hampshire, sur 230 marronniers étudiés, 50 % environ présentaient des symptômes de la maladie. Trois espèces au moins sont touchées, et là où de jeunes marronniers ont été plantés à la place de ceux qui sont morts, ils ont présenté des traces de l'infection en quelques années.
Aux Pays-Bas en 2005, ces bactéries ont également été isolées dans les exsudats de chancres des arbres malades étudiés. De même à Bruxelles et dans toute la Belgique centrale en 2006 (mais pas dans le Sud-Est du pays où les marronniers semblent curieusement épargnés par la maladie). Partout, la plupart des arbres qui meurent sont âgés de 10 à 30 ans.
Un groupe néerlandais de travail (Aesculaap) a été créé quand le dépérissement des marronniers est apparu être un problème national aux Pays-Bas. Un premier programme nommé « Red de kastanje voor Nederland » (traduction :  « Sauver les marronniers de Hollande ») a travaillé avec plusieurs villes pour cartographier la progression du phénomène, avant de lancer en 2005 une enquête nationale, pour notamment identifier les pathogènes potentiellement en cause et juger d’une éventuelle coresponsabilité de la mineuse du marronnier, invasif récent dans les zones touchées par le chancre. On étudie les processus biochimiques de l’infection, et à Houten, des lésions ont été expérimentalement traitées avec différents produits pour tester leur capacité à traiter la maladie. Des échantillons de bois, d'écorce, de fleurs, de racines et de sol sont rassemblés étudiés, ainsi que les défenses naturelles du marronnier pour produire d’éventuels moyens de lutte et des conseils pratiques. Les chercheurs vérifient aussi que les chancres bactériens trouvés sur d’autres espèces d’arbre ne sont pas dus à des infections par P. syringae. 
Alors que le nombre de régions touchées augmentait dans le pays et en Europe, un nouveau programme « Behoud de kastanje » (« Préserver le marronnier ») a été lancé en 2006, associant plus de la moitié des villes du pays (carte). Les chercheurs y ont confirmé que Pseudomonas Syringae était bien responsable de cette maladie. Il étudie les défenses naturelles du marronnier et les facteurs de stress qui pourraient favoriser la maladie et continue à chercher des solutions..
Au Royaume-Uni, la revue Forestry & British Timber, concluait également, en mars 2006 (p. 20), que P. Syringae est presque certainement le responsable de la maladie et non pas les champignons phytophtora comme on l’avait d’abord cru. 
Dans plusieurs pays, l’identification de souches présentant des caractéristiques particulières est  en cours, ainsi que des analyses phylogénétiques.
En 2006, on ne sait pas encore comment le bacille pénètre l'arbre, peut-être via les stomates, ou via des plaies, via des lésions dues au gel ou via des racines en mauvaise santé. Chez les plantes annuelles et fruitiers, on estime que les attaques sur les feuilles surviennent souvent après de fortes pluies et des coups de vent en fin d'hiver et début de printemps. Les outils de taille pourraient être en cause, ou une infection importée de pépinière avec le plant. Cela reste à éclaircir et fait l'objet d'études.

## Symptômes
Les symptômes sont nombreux et atypiques s'ils sont pris séparément : débourrement ralenti puis bloqué, suivi d'un dessèchement des feuilles et des écorces ou des fleurs, à différentes hauteurs ou à des stades divers de végétation. L'infection entraine alors un retard ou arrêt de la croissance. Une seule branche charpentière peut être touchée ou le tronc ou tout l'arbre (et peut-être les racines, comme c'est le cas pour d'autres arbres).
La dessiccation est accompagnée ou précédée de nécroses chancreuses d'où s'écoule un exsudat brunâtre à rougeâtre. Les chancres d'où coule un exsudat foncé sont un des symptômes les plus caractéristiques. Ils s'accompagnent souvent de longues fentes verticales (chez le marronnier) et/ou d'un décollement de l'écorce chez les arbres. Sous l'écorce des taches rougeâtres à brunâtres se développent. Parfois des coulées importantes d'exsudat colorent l'écorce, marquant un écoulement le long du tronc, avec une diffusion horizontale sur les micro-algues et micro-lichens épiphytes par exemple. Divers champignons opportunistes ou insectes saproxylophages peuvent alors coloniser le bois malade ou mort. 
Rem : Confusion possible avec Pseudonomas viridiflava.

## Modalités d'infection/contagion
On sait que le bacille est présent dans le sol (sur la graine ?). Chez les annuelles, on pense qu'il colonise d'abord l'extérieur de la plante dans laquelle il pénètre par des blessures ou par les stomates des feuilles. 

Le bacille entame alors une seconde phase de croissance dans les espaces intercellulaires de la feuille, de la peau du fruit, ou des tissus sous-corticaux (sous-écorce). Des infections racinaires sont citées pour d'autres arbres que le marronnier, et il semble que de nombreux marronniers malades ont des racines contraintes ou qui l'ont été en pépinière et au moment de la plantation. 
Une équipe au moins travaille sur l'hypothèse d'une interaction complexe entre bacille-insectes-hôte.
Face au bacille, les cellules végétales déclenchent normalement un programme de suicide cellulaire. Certains pathovars du bacille semblent pouvoir inhiber ce programme.

## Moyens de lutte
Les Pseudomonas sont facilement multirésistantes aux antiseptiques et à nombre d'antibiotiques. . P. Syringae  résiste à de nombreux inhibiteurs bactériens, continuant même à croître et à se reproduire dans certaines solutions antiseptiques.
Cette résistance est-elle naturelle ou acquise ? On l’ignore, mais cette bactérie commune dans l’eau est fréquemment en contact avec des résidus de désinfectants, biocides et antibiotiques, qui peuvent avoir généré des adaptations sélectives multiples. La résistance provient de phénomènes d’imperméabilisation de la membrane externe à ces molécules (modification des porines) et/ou à la production d'enzymes inactivantes.
Les antibiotiques ne sont pas donc recommandés (quand ils ne sont pas interdits), et de toute façon ils sont a priori inutiles chez les arbres une fois que l'infection est avancée. Leur usage risque de rapidement provoquer l’apparition de souches résistantes. Divers traitements sont testés, dont l'application de bouillies cupriques (à base de cuivre) au moment de la chute des feuilles, mais au moins certaines souches de Pseudomonas sont résistantes au cuivre grâce à une protéine qui piège et rend inerte le cuivre.
Il semble que P. Syringae soit parfois (très souvent ?) opportuniste, c’est-à-dire qu'il infecte des plantes déjà affaiblies par la pollution, un stress hydrique, de mauvaises conditions de plantation, une autre maladie, des blessures, un système racinaire contraint ou asphyxié. On manque encore de données pour le confirmer ou l'infirmer, mais restaurer un environnement (eau, air, sol) de qualité est préventivement utile, de même que planter dans des sols profonds correspondant aux besoins de la plante, avec une capacité en eau suffisante. Rappelons que le marronnier est à l'origine un arbre forestier qui apprécie un sol riche en humus et une place suffisante pour son développement racinaire.

## Précautions
Cette bactérie est réputée avoir besoin de cellules vivantes pour se reproduire en grande quantité, sans pouvoir survivre dans le bois mort. Brûler celui-ci ne servirait donc à rien. Par contre le transport de bûches, branches, feuilles mortes ou troncs malades fraîchement coupés pourrait contribuer à diffuser la bactérie, qui semble aussi, selon la littérature, capable de se diffuser par le vent et la pluie. Mieux vaut composter les bois et feuilles sur place, éventuellement sous une couche de terre de 10 cm pour les feuilles et les écorces, sous réserve d'informations nouvelles.
L'Agence de recherche de la commission anglaise des forêts recommande de ne pas replanter de marronniers là où d'autres sont morts peu avant, l'expérience montrant qu'ils tombent malades en quelques années.
Le marronnier rouge et le blanc se sont montrés également sensibles au chancre bactérien, d'autres espèces sont en cours d'évaluation (en 2006-2008).